# ウィスラー・スライディングセンター
ウィスラー・スライディングセンター（Whistler Sliding Centre、仏: Centre des sports de glisse de Whistler）は、カナダブリティッシュコロンビア州のウィスラーに所在するボブスレー・リュージュ・スケルトンの兼用競技施設である。

## 概要
バンクーバー五輪に向けて建設され、2007年12月に完成した。2008年11月にリュージュW杯、2009年1月にスケルトンとボブスレーのW杯がそれぞれ開催した。2019年にはIBSF世界選手権が当地で開催された。
しかし五輪の公式練習中にグルジアのノダル・クマリタシビリ選手が鉄柱に激突、その後死亡した。そのためFILは競技場の規定を改正することとなった。